# ENCE Energía y Celulosa

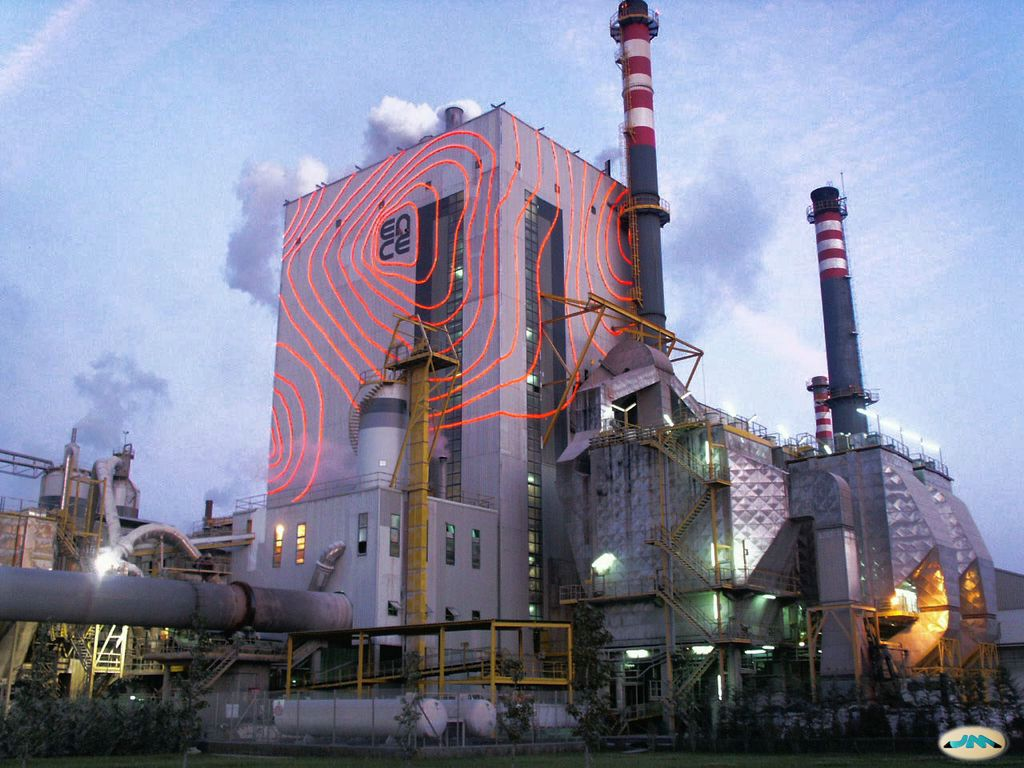
ENCE-Werk in Pontevedra, Galicien

ENCE Energía y Celulosa, ehemals Empresa Nacional de Celulosa, ist ein spanischer Zellstoffhersteller. 2013 wurden 1,271 Mio. t Zellstoff hergestellt.
ENCE besitzt zwei Zellstoffmühlen in Navia und Pontevedra sowie Biomassekraftwerke in Huelva und Mérida.
Außerdem baut ENCE auf großen Landflächen in Spanien, Portugal und ehemals Uruguay Eukalyptus (überwiegend Blauer Eukalyptus) an.